# French Studies
French Studies est un journal publié au Royaume-Uni par le Oxford University Press pour la Société des étudiants Français.

## Histoire
Il a été créé en 1947 et sert à publier des éléments de cultures et de littérature francophone à travers les âges comme des articles ou des relectures de documents. En complément de la version imprimée, le journal est disponible aux inscrits à la version en ligne depuis 2002. Il contient la version Anglaise et Française.
French Studies est accompagné par une publication sœur contenant des articles plus courts appelés The French Studies Bulletin. Le bureau éditorial est actuellement basé à l'Institut Taylor de l'Université d'Oxford.

## Analyse et Indexation
Le journal est indexé de la manière suivante :
- Linguistic Bibliography (en) ;
- Bibliographie annuelle de L'Histoire de France ;
- Getty Research Institute ;
- British Humanities Index (en) ;
- Children's Literature Abstracts ;
- Historical Abstracts (en) ;
- Humanities Index ;
- MLA Internatinal Bibliography ;
- Linguistics & Language Behavior Abstracts ;
- Periodicals Index Online ;
- ProQuest.